# طوكيو! (فلم)
طوكيو! (بالإنجليزية: Tokyo!)، هو فيلم رعب ياباني-فرنسي، أنتج سنة 2008 بطولة الكوري الجنوبي بونغ جون هو.

## القصة
تدور القصة حول ظهور وحش يدعى "ميردي"، وتعني بالفرنسية «القرف»، ويقوم بمضايقة الناس وتعكير أجواء أحد شوارع العاصمة اليابانية، والوحش الغريب وهو كفيف البصر يقوم بهجوم وحشي على الناس، وذلك بتصفيتهم جسدياً، وبعد إلقاء القبض على الوحش القاتل، حكم عليه بالمحكمة تلفزيونيا بالإعدام «حسب تعبير الفيلم».

## روابط خارجية
- الموقع الرسمي
- طوكيو! على موقع IMDb (الإنجليزية)
- طوكيو! على موقع ميتاكريتيك (الإنجليزية)
- طوكيو! على موقع روتن توميتوز (الإنجليزية)
- طوكيو! على موقع نتفليكس (الإنجليزية)
- طوكيو! على موقع ألو سيني (الفرنسية)
- طوكيو! على موقع Turner Classic Movies (الإنجليزية)
- طوكيو! على موقع أول موفي (الإنجليزية)
- طوكيو! على موقع بوكس أوفيس موجو (الإنجليزية)
- طوكيو! على موقع فيلمافينيتي (الإسبانية)
- طوكيو! على موقع قاعدة بيانات الفيلم (الإنجليزية)